# Oideterus inaequalis
Oideterus inaequalis es una especie de escarabajo longicornio del género Oideterus, categorizada en la tribu Anacolini, de la subfamilia Prioninae. Fue descrita por Galileo & Santos-Silva en 2015.
Existe un ejemplar de la especie en el museo de Zoología de la Universidad de São Paulo.

## Descripción
Mide 16,8 mm de longitud.

## Distribución
Se distribuye por América del Sur: en Ecuador.